# Ахмадов Абу Адланович
Абу Адланович Ахмадов (чеч. Ӏадлани ВоӀ Абу; нар. 1 березня 1966 — 28 серпня 2001) — чеченський польовий командир, учасник Першої та Другої російсько-чеченської війни.

## Біографія
Народився 1 березня 1966 року, п'ятий за віком з братів Ахмадових. Родом з Урус-Мартана, з тукхума (союзу кланів) — Нохчмахкахой, тайпу (клану) — Гендарганой, фратрія — Iаппаз-некъи.

### Перша російсько-чеченська війна
Абу вийшов на війну, коли в 1994 році в Чеченську Республіку Ічкерія вторглася Росія, маючи зі зброї лише мисливську рушницю. Брав участь при звільненні блокпоста біля села Шуані, був поранений на вході звільнення Грозного від російських окупантів у серпні 1996 року.

### Друга російсько-чеченська війна
У 1999 році, з початком Другої російсько-чеченської війни, Абу став до лав опору разом зі своїми братами. Перебував у джамааті свого брата Рамзана Ахмадова. Брав участь у Аргунській операції на чолі з Рамзаном.
Абу любив здійснювати напади поодинці на блокпости російських окупантів.

### Смерть
28 серпня 2001 року Абу і його соратники в машині перетинали річку в селі Цоцін-Юрт, в цей момент по них був відкритий вогонь росіянами, які займали позиції на іншому березі річки, в результаті, машина заглохла, Абу і його соратники залишили автомобіль, останнім, побігши в бік села позицію біля паркану приватного будинку з цього боку берега річки. 
По ньому вівся вогонь, а Абу відповідав одиночними пострілами з пістолета Макарова. У тил Абу під'їхали два БТРи, і після чергового вогню, Абу загинув.
Соратники Абу розповідали, що Абу їм у той день жартома сказав: «Ви й далі ухиляйтеся від ворога, я втомився і маю намір відпочити в раю». «І, незадовго після цього, ми натрапили на ворога».

## Зовнішні посилання
Абу Ахмадов. AHMADOV.ORG. Процитовано 4 квітня 2025.